# Zakon Wniebowzięcia Najświętszej Maryi Panny
Zakon Wniebowzięcia Najświętszej Maryi Panny (znany również jako Pobożne Stowarzyszenie Księży Wniebowzięcia, Asumpcjoniści, Augustianie Najświętszej Maryi Panny, Augustianie od Wniebowzięcia) – męski zakon rzymskokatolicki oparty na regule św. Augustyna choć nie zaliczający się do zakonu Augustianów. Założony został przez błogosławionego ojca Emmanuela d'Alzona w 1843 roku w Nîmes. Wstępnie zatwierdzony przez Stolicę Apostolską w 1857 roku, oficjalnie w 1864. Konstytucje zakonu zatwierdzono w 1923 roku. Głównym zadaniem zgromadzenia jest walka z duchem bezbożności w Europie i pogłębiającym się rozłamem Kościoła na wschodzie. Asumpcjoniści prowadzą szkoły średnie i wyższe, organizują pielgrzymki i pracują na misjach. Zgromadzenie założyło wydawnictwo La Bonne Presse oraz ukazującą się we Francji gazetę katolicką La Croix.

## Historia
Mimo założenia zgromadzenia w 1843 roku, członkowie nie składali ślubów aż do roku 1850. Dopiero rok później pierwsi asumpcjoniści złożyli swoje śluby w święto Bożego Narodzenia. Drugi dom zakonny (po Nîmes) założony został w Paryżu. Stolica Apostolska zatwierdziła zakon w oficjalnym dokumencie z dnia 26 października 1864 roku. W lipcu 1873 roku powstało wydawnictwo La Maison de la Bonne Presse (Dom Dobrej Prasy), które początkowo wydawało czasopismo Le Pèlerin (Pielgrzym). Dziesięć lat później rozpoczęto wydawanie czasopisma La Croix, do którego w 1895 roku dodawano dodatek dla młodzieży L'Echo. W 1880 roku zmarł założyciel zgromadzenia ojciec d'Alzon. W 25 lat od powstania zakon założył 20 szkół i liczył ponad 500 księży. Działania zakonników spotykały się z niechęcią władz francuskich, które w 1900 roku doprowadziły do wygnania z kraju wielu członków zakonu podejrzewanych o współpracę z rojalistami. 25 stycznia tego roku wskutek działań premiera rządu Pierre-Marie-René Waldeck-Rousseau zgromadzenie zostało zmuszone do sprzedania wydawnictwa blisko związanemu z zakonem francuskiemu biznesmenowi Philibert'owi Vrau. Wydawnictwo znane obecnie jako Groupe Bayard nadal wydaje poczytny katolicki dziennik La Croix, a także ponad 100 magazynów w 15 językach. Na emigracji asumpcjoniści założyli szkoły we Włoszech, Belgii, Anglii i Stanach Zjednoczonych. W 1925 roku asumpcjoniści przejęli angielski odłam Stowarzyszenia Świętego Edmunda (Edmundytów) znany również jako Oblaci Najświęszego Serca Jezusowego i Niepokalanego Serca Maryi założony w 1843 roku w Dom Muard.
Asumpcjoniści byli aktywnymi misjonarzami w krajach Bliskiego Wschodu, gdzie posługiwało około 300 zakonników i 400 zakonnic. Ich misje rozciągały się od Bałkanów do Morza Martwego. Zgromadzenie założyło 22 domy zakonne oraz 30 czynnych stacji misyjnych z czego połowa należało do Oblatek Asumpcjonistek. W szkołach w Turcji zgromadzenie edukowało 2500 uczniów. Oblatki założyły tam szpital i sierociniec. Asumpcjoniści założyli kwatery w Adrianopolu, Karagatch (Karaağaç), Koum Kapi, 200-osobową szkołę podstawową i instytut naukowy w Płowdiwie, kościoły i szkoły w Jambole i Warnie, a także szkoły uczące w sumie ponad 700 osób w Stambule.

## Asumpcjoniści obecnie
W 2011 roku asumpcjoniści składali się z 834 członków, z czego około 500 to księża zrzeszeni w 130 wspólnotach (oraz 45 nowicjuszy). Zakonnicy posługują na pięciu kontynentach w 30 krajach (m.in. Brazylia, Meksyk, Kanada, Stany Zjednoczone, Argentyna, Chile, Ukraina, Hiszpania, Włochy, Francja, Nowa Zelandia, Rosja, Chiny, Madagaskar, Filipiny). 11 maja 2011 nowym Superiorem Generalnym zakonu został ojciec Benoît Grière.

## Rodzina asumpcjonistów
Asumpcjoniści przez opieranie swojej reguły na regule św. Augustyna należą do rodziny augustiańskiej. Ponadto, wraz z 5 żeńskimi zgromadzeniami posiadają wspólne cechy, charyzmat i augustiański charakter, a w swoim nazewnictwie odnoszą się do Wniebowzięcia przez co można zaliczyć je do wspólnej rodziny. W XX wieku do rodziny dołączyły kolejne zgromadzenia.

### Sześć zgromadzeń założycielskich
- Augustianie Asumpcjoniści
- Siostry Asumpcjonistki[8] – założony w Paryżu w 1839 roku żeński zakon katolicki. Główny dom zakonny od 1857 roku znajduje się w Auteuil (z przerwą w latach 1900–1953 kiedy to dom-matka znajdował się w Val Notre-Dame w Belgii). Założycielką była święta Maria Eugenia od Jezusa Milleret.
- Misjonarki Asumpcjonistki (MSA) – zakon żeński założony w 1849 roku w Grahamstown w Południowej Afryce w wyniku oddzielenia od zakonu Sióstr Asumpcjonistek. Główny dom zakonny znajdował się początkowo w Grahamstown, obecnie w Johannesburgu. Zgromadzenie składa się z 70 członkiń w 10 wspólnotach.
- Oblatki Asumpcjonistki (OA) – zakon żeński założony w maju 1865 roku w Rochebelle du Vigan. Główny dom zakonny znajdował się od 1873 do 1926 roku w Nîmes, obecnie w Paryżu.
- Małe Siostry Wniebowzięcia (LSA)[9] – zakon żeński założony w czerwcu 1865 roku. Główne domy zakonne mają swoją siedzibę w Paryżu.
- Orantki Wniebowzięcia (OrA)[10] – zakon żeński założony w Paryżu w grudniu 1896 roku. Siedziba zakonu mieściła się kolejno w Paryżu, Sceaux, Bonnelles i Cachan. W 1941 roku zakon połączył się ze Zgromadzeniem Błogosławionego Sakramentu (Sakramentki).

### Zgromadzenia założone w XX wieku
- Siostry Św. Joanny d'Arc (SJA)
- Służki Pracownice Katechetki (SOC)
- Siostry od Krzyża
- Bracia Asumpcjoniści
- Małe Siostry Ofiarowania Naszej Pani
- Małe Siostry Misjonarki od Krzyża
- Siostry Asumpcjonistki Miłosierdzia (SCA)

## Uprowadzenie trzech asumpcjonistów
19 października 2012 roku w Kiwu Północnym we wschodniej części Demokratycznej Republice Konga trzech asumpcjonistów Anselme Wasakudi, Jean Ndulani i Edmond Kisughu zostało porwanych przez uzbrojonych, nieznanych sprawców. (W polskich mediach pojawiła się błędna informacja o tym, że zakonnicy należą do zgromadzenia pasjonistów). W momencie porwania zakonnicy przebywali na terenie klasztoru Mbau na terenie diecezji Butembo-Beni. 23 października Synod Biskupów wyraził swoją solidarność z porwanymi i zaapelował o jak najszybsze wypuszczenie ich na wolność. Podano równocześnie, że członek grupy porywaczy skontaktował się z biskupem Butembo-Beni Melchizedekiem Sikuli Paluku w celu otrzymania okupu za porwanych. Przypuszczalnie jednak, wszystkie informacje od rzekomych porywaczy były próbą wymuszenia od lokalnego kościoła pieniędzy. Prawdopodobnie sprawcami porwania mogły być ugandyjskie ugrupowania rebelianckie, które wykorzystując chaos w Demokratycznej Republice Konga próbowały zastraszyć księży katolickich nagłaśniających skalę korupcji i przestępstw w tej części świata. Jednocześnie pojawiły się informacje, że lokalna policja nie wszczęła w sprawie żadnego postępowania. Do dziś nie udało się nawiązać kontaktu z porwanymi (stan na 27 lipca 2014).